# 김심야
김심야(Kim Ximya, 본명: 김동현, 1995년 7월 21일 ~ )는 대한민국의 래퍼이며, 힙합 그룹 XXX의 멤버이다.

## 경력
미국 조지 워싱턴 대학교 커뮤니케이션학과를 중퇴했으며 종교는 불교이다. 래퍼 데뷔 당시에는 미국의 래퍼 에이셉 라키 (A$AP Rocky)에서 이름을 딴 예명인 AXAX 쿠디 (AXAX Kuddy)라는 예명을 사용했고 열다 크루, sector 소속으로 활동했다. 프랭크 (FRNK), 반쿠디 (Vankudi)와 함께 3인조 힙합 그룹 DOPEMANSION의 멤버로 활동하는 한편 프랭크 (FRNK)와 함께 믹스테이프 《XX》 제작에 참여했다.
레드벨벳의 노래 《Ice Cream Cake》, 《Dumb Dumb》, NCT U의 노래 《일곱번째 감각》, NCT 127의 노래 《My Van》에 등장하는 랩 부분을 작사했고, EXO의 노래 《Call Me Baby》, 《Love Me Right》, 샤이니의 노래 《Hold You》, 《Tell Me What To Do》 등의 가사를 작사하여, SM 엔터테인먼트 소속 아이돌 그룹들의 랩 메이킹 및 작사에 참여했다.
2015년부터는 프랭크 (FRNK)와 함께 결성한 2인조 힙합 그룹인 XXX의 멤버로 참여했다. 2015년에 발매한 E SENS의 정규 음반 The Anecdote에 수록된 노래 《Tick Tock》에서 피처링을 담당하면서 이름을 널리 알렸다.

## 음반 목록

### 정규 음반
- LANGUAGE (2018년 11월 28일, XXX)
- SECOND LANGUAGE (2019년 2월 15일, XXX)
- Dog (2020년 11월 29일, 김심야)

### EP
- Young Adult's Way (2014년 6월 13일, DOPEMANSION)
- KYOMI (2016년 7월 9일, XXX)
- Moonshine (2017년 11월 28일, 김심야와 손대현)

### 싱글
- Smoke Seoul (2014년 9월 17일, DOPEMANSION)
- Yves (2015년 6월 17일, XXX)
- Super Market (2016년, XXX)
- Interior (2017년 3월 24일)
- Runner's High / Career High (feat. Cautious Clay) (2017년 10월 21일)
- Cheap (Feat. E SENS) (2017년 12월 31일, XXX)
- Forgotten (2020년 7월 18일, 김심야)
- Friends Go Foe (2023년 1월 1일, 김심야)

### 참여 음반
- 애쉬비 (Ash-B) - 0773 (Feat. AXAX Kuddy) (2014년 9월 5일)
- 이센스 (E SENS) - Tick Tock (Feat. Kim Ximya) (2015년 8월 27일)
- Records Collection 2017 - Baekjo (2016년 11월 15일, XXX)
- Kitsune Maison Compliation 18: The Hysterical Advisory Issue - How Feet Is Your Love (2016년 11월 18일, XXX)
- Kitsune Afterwork, Vol.1 - Ooh Ah (2017년 12월 8일, XXX)
- 이수호 - Ambush (Feat. 김심야) (2018년 7월 3일)
- Lionclad (라이언클래드) - Telly (Feat. 김심야) (2018년 12월 28일)
- cjb95 - SLIP SLIDE FALL (Feat. Kim Ximya) (2019년 3월 24일)
- 이센스 (E SENS) - CLOCK (FEAT. 김심야) (2019년 7월 22일)
- 이센스 (E SENS) - RADAR (FEAT. 김심야) (2019년 7월 22일)
- STXXCH - NEWDAY (Feat. Kim Ximya) (2019년 8월 27일)
- dress & 소금 (sogumm) - However (Feat. 김심야 & 서현수) (2019년 9월 27일)
- Mckdaddy - 영-하 (Feat. Kim Ximya) (2019년 11월 30일)